# Paulo Flores
 (décembre 2017).
Si vous disposez d'ouvrages ou d'articles de référence ou si vous connaissez des sites web de qualité traitant du thème abordé ici, merci de compléter l'article en donnant les références utiles à sa vérifiabilité et en les liant à la section « Notes et références ».
Paulo Flores (né à Luanda le 1er juillet 1972) est un musicien d'Angola. À 21 ans, il a déjà 8 albums à son actif. Il est très populaire en Angola et dans les communautés africaines lusophones.
Flores est un innovateur du kizomba, avec un style moderne qui mélange le zouk des caraïbes et les rythmes angolais.
Alors que ses premiers enregistrements étaient dominés par des rythmes de batteries et de synthétiseurs programmés, il utilise aussi dans ses travaux les plus récents[Quand ?] des instruments acoustiques tels que la guitare, l'accordéon et des percussions traditionnelles angolaises.
Ses talents d'écriture le démarquent en tant qu'artiste qui a un fort potentiel sur la scène musicale internationale. Ses paroles sont jalonnées de commentaires sociaux et d'une poésie riche qui ont gagné la sympathie en Angola et à l'étranger. Même si Paulo Flores vit actuellement au Portugal, il enregistre ses albums en Angola et revient régulièrement dans son pays natal pour y jouer en concert.

## Discographie
- Kapuete Kamundanda, 1988
- Sassasa, 1990
- Thunda Mu N'jilla, 1992
- Brincadeira Tem Hora, 1993
- Inocenti, 1995
- Perto do Fim, 1998
- Recompasso, 1999
- Xé Povo, 2003
- The Best, 2003
- Quintal do Semba, 2003
- Vivo, 2005
- Excombatentes, 2009
- Excombatentes Redux, 2012
- O País Que Nasceu Meu Pai, 2013
- Bolo de Aniversario, 2016